# Glenn Håkansson
Glenn Håkansson, född 22 maj 1966, är en svensk före detta friidrottare (mångkamp), tävlande för Heleneholms IF.